# Soy tu dueña
Soy tu dueña è una telenovela messicana prodotta da Rosy Ocampo per Televisa e trasmessa su Las Estrellas dal 19 aprile al 7 novembre 2010.

## Trama
La vita di Valentina viene sconvolta dopo che il suo fidanzato Alonso la lascia all'altare. Diventa una donna diversa e il suo nuovo atteggiamento la manda nella hacienda di famiglia, dove governa con mano ferma e presto questa protagonista diventa la cattiva della città. Lentamente la sua gente, aiutata dal nuovo vicino José Miguel, le riscalderà il cuore ancora una volta.

## Personaggi

### Personaggi principali
- Valentina Villalba Rangel, interpretata da Lucero
- José Miguel Montesinos, interpretato da Fernando Colunga
- Ivana Dorantes Rangel, interpretata da Gabriela Spanic
- Rosendo Gavilán, interpretato da Sergio Goyri
- Leonor de Montesinos, interpretata da Jacqueline Andere
- Benita Garrido, interpretata da Ana Martín
- Horacio Acosta, interpretato da Eduardo Capetillo
- Alonso Peñalvert, interpretato da David Zepeda
- Ernesto Galeana, interpretato da Julio Alemán
- Federico Montesinos, interpretato da Eric del Castillo
- Padre Justino Samaniego #1, interpretato da Carlos Bracho
- Sabino Mercado, interpretato da José Carlos Ruiz
- Isabel Rangel Vda. de Dorantes, interpretata da Silvia Pinal

### Personaggi secondari
- Gabriela Islas, interpretata da Marisol del Olmo
- Felipe Santibáñez, interpretato da Fabián Robles
- Enriqueta de Macotela, interpretata da Ana Bertha Espín
- Moisés Macotelam, interpretato da David Ostrosky
- Crisanta Camargo, interpretata da Rossana San Juan
- Iluminada Camargo, interpretata da Fátima Torre
- Sandra Macotela, interpretata da Cristina Obregón
- Timoteo, interpretato da Paul Stanley
- Filadelfo Porras, interpretato da Mario del Río
- Teresa de Granados, interpretata da Claudia Ortega
- Juan Granados, interpretato da Eduardo Rivera
- Chuy Granados, interpretato da Diego Ávila